# Alexander Koenig
Alexander Ferdinand Koenig (San Pietroburgo, 20 febbraio 1858 – Berlino, 16 luglio 1940) è stato uno zoologo, naturalista e ornitologo tedesco.
Figlio di un affermato mercante fin da piccolo era appassionato di storia naturale, e raccoglieva campioni di vita fossile. Le sue spedizioni più famose furono quelle al Circolo polare artico, in Egitto, ed in Sudan. Nel 1912 fondò il museo di storia naturale di Bonn, in cui raccolse tutte le sue scoperte.